# Botsuana en los Juegos Olímpicos de París 2024
Botsuana estuvo representada en los Juegos Olímpicos de París 2024 por once deportistas, nueve hombres y dos mujeres, que compitieron en dos deportes.
Los portadores de la bandera en la ceremonia de apertura fueron el atleta Letsile Tebogo y la nadadora Maxine Egner.

## Medallistas
El equipo olímpico botsuano obtuvo las siguientes medallas:
| Nombre                                                         | Deporte   | Competición |
| -------------------------------------------------------------- | --------- | ----------- |
| Oro                                                            |           |             |
| Letsile Tebogo                                                 | Atletismo | 200 m M     |
| Plata                                                          |           |             |
| Letsile Tebogo Busang Kebinatshipi Anthony Pesela Bayapo Ndori | Atletismo | 4 x 400 m M |
| Bronce                                                         |           |             |
| —                                                              |           |             |